# Anthony Cavalcante
Anthony Cavalcante (* 6. Februar 1897 in Vanderbilt,  Fayette County, Pennsylvania; † 29. Oktober 1966 in Uniontown, Pennsylvania) war ein US-amerikanischer Politiker. Zwischen 1949 und 1951 vertrat er den Bundesstaat Pennsylvania im US-Repräsentantenhaus.

## Werdegang
Anthony Cavalcante besuchte die öffentlichen Schulen seiner Heimat. Während des Ersten Weltkrieges war er Soldat einer Infanterieeinheit der US Army. Dabei war er auf dem europäischen Kriegsschauplatz eingesetzt. Für seine militärische Leistungen wurde er mit dem Purple Heart ausgezeichnet. Nach dem Krieg studierte er an der Bucknell University in Lewisburg und danach bis 1921 am Pennsylvania State College. Nach einem anschließenden Jurastudium am Dickinson College in Carlisle und seiner 1924 erfolgten Zulassung als Rechtsanwalt begann er in Uniontown in diesem Beruf zu arbeiten. Politisch schloss er sich der Demokratischen Partei an. Zwischen 1935 und 1943 saß er im Senat von Pennsylvania. Er war außerdem juristischer Berater der regionalen Abteilung der Gewerkschaft United Mine Workers of America, die vor allem die Bergarbeiter im Kohlebergbau vertritt.
Bei den Kongresswahlen des Jahres 1948 wurde Cavalcante im 23. Wahlbezirk von Pennsylvania in das US-Repräsentantenhaus in Washington, D.C. gewählt, wo er am 3. Januar 1949 die Nachfolge des Republikaners William J. Crow antrat. Da er im Jahr 1950 nicht bestätigt wurde, konnte er bis zum 3. Januar 1951 nur eine Legislaturperiode im Kongress absolvieren. Diese war von den Ereignissen des Kalten Krieges geprägt.
Nach seiner Zeit im US-Repräsentantenhaus praktizierte Anthony Cavalcante wieder als Anwalt. Er starb am 29. Oktober 1966 in Uniontown, wo er auch beigesetzt wurde.